# Metacyclops mutatus
Metacyclops mutatus – gatunek widłonoga z rodziny Cyclopidae. Nazwa naukowa tego gatunku skorupiaków została opublikowana w 1988 roku przez biologa Hansa-Volkmara Herbsta.